# Piz Umbrail
Der Piz Umbrail (rätoromanisch für Schirmspitze, schirmförmiger Gipfel) ist ein 3032 Meter hoher Berg im östlichen Teil der Umbrailgruppe, die in der Schweiz zu den Münstertaler Alpen, im übrigen deutschen Sprachraum zu den Ortler-Alpen gezählt wird. Der Piz liegt genau auf der Staatsgrenze zwischen dem Schweizer Kanton Graubünden und der italienischen Provinz Sondrio. Die zur italienischen Seite abfallenden Flanken gehören zum Nationalpark Stilfserjoch. Durch seine geografisch dominante Lage oberhalb des Umbrailpass bietet der Berg eine umfassende Rundsicht über das angrenzende Gebiet. Er ist schutt- und teilweise grasbedeckt, was ihn für Bergsteiger uninteressant macht, doch durch seine leichte Erreichbarkeit von der Passhöhe aus ist er ein beliebtes und häufig besuchtes Ziel für Ausflüge und Abstecher. Im Frühjahr ist er ausserdem ein leichtes Ziel für Skibergsteiger. Dokumentiert zuerst bestiegen wurde der Piz Umbrail am 11. Juli 1865 durch den Bündner Forstingenieur und Gebirgskartografen Johann Wilhelm Coaz.

## Lage und Umgebung
Die Zuordnung des Piz Umbrails zu einer bestimmten Gebirgsgruppe wird in der Literatur je nach Systematik anders gehandhabt. Schweizer Autoren ordnen die gesamte Umbrailgruppe den Münstertaler Alpen zu, andere den westlichen Ortler-Alpen. Benachbarte Berge sind entlang der Staatsgrenze im Südwesten die Punta di Rims mit 2945 Metern Höhe, im Norden der Piz Chazforà (3005 m) und im Osten, direkt oberhalb des Stilfser Jochs, die Dreisprachenspitze (italienisch: Cima Garibaldi, rätoromanisch: Piz da las Trais Linguas) mit 2843 Metern Höhe. Die Nordostflanke des Piz Umbrail senkt sich hinab ins Val Müstair (Münstertal) und die Südseite ins Veltlin. Nächster bedeutender Ort ist im Norden Santa Maria Val Müstair in etwa 11 Kilometern Luftlinie und im Süden das 10 km entfernte Bormio.

## Erschliessung und Besteigung
Johann Coaz' Weg im Jahr 1865 führte vom Pass Umbrail aus über den Südostgrat zum Gipfel, an dem heute eine angebrachte Kette eine schwierige Stelle entschärft, ansonsten weist der Weg die Schwierigkeit UIAA I auf. Der für Touristen einfachste und kürzeste Weg auf den Gipfel führt ohne Schwierigkeiten über einen markierten Wanderweg von der Umbrailpasshöhe aus. Als Stützpunkt kann das Gasthaus auf der Schweizer Seite des Umbrailpass dienen.

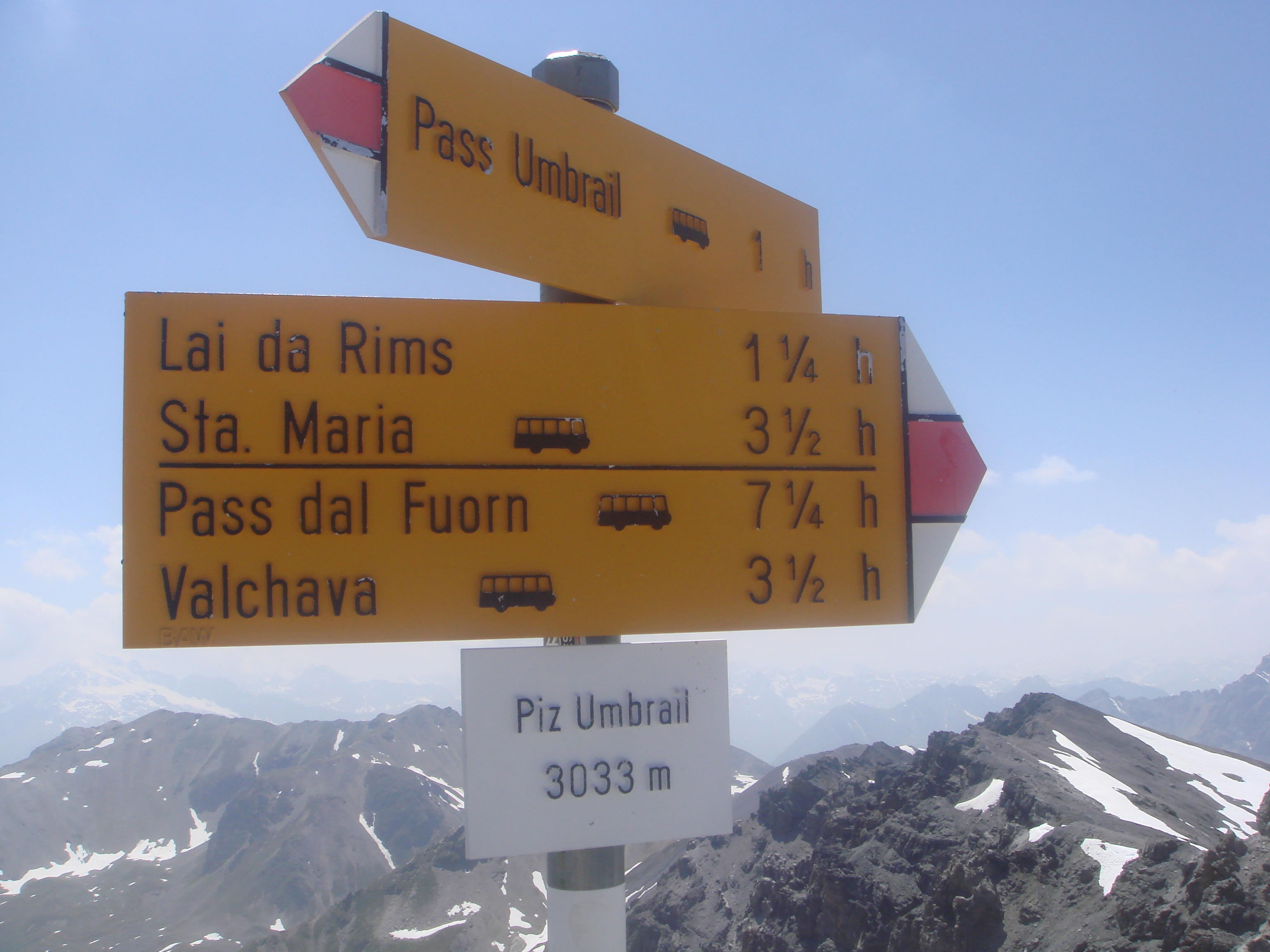
Wegweiser auf dem Gipfel